# 4e étape du Tour de France 2017
Pour un article plus général, voir Tour de France 2017.
La 4e étape du Tour de France 2017 se déroule le mardi 4 juillet 2017 entre Mondorf-les-Bains, au Luxembourg, et Vittel, en France, sur une distance de 207,5 kilomètres. Arnaud Démare s'impose au sprint.
Geraint Thomas conserve la tête du classement général tandis qu'Arnaud Démare prend la tête du classement par points, Nathan Brown du classement du meilleur grimpeur et Pierre Latour du classement du meilleur jeune.
Le sprint final est perturbé par une chute provoquée par un coup de coude de Peter Sagan sur Mark Cavendish. Cavendish est contraint à l'abandon, tandis que Sagan est exclu du Tour.

## Parcours
Le parcours relie deux villes thermales, la luxembourgeoise Mondorf-les-Bains à la française Vittel. Le profil de l'étape, sans trop de difficulté, avec une seule côte, au kilomètre 170, est relativement plat, et favorable pour les sprinters.

## Déroulement de la course
Guillaume Van Keirsbulck lance la seule échappée de la journée, dès le kilomètre 0. Échappé en solo, il compte jusqu'à 13 min 30 s d'avance sur le peloton. Il est repris par le peloton après 190 km en solitaire. Le final de la course est perturbé par une double chute : la première sur la flamme rouge du dernier kilomètre, qui empêche Marcel Kittel de disputer le sprint final ; la seconde à 200 m de l'arrivée, Peter Sagan donnant un coup de coude à Mark Cavendish, le faisant chuter, qui entraîne d'autres coureurs. Peter Sagan est exclu du tour pour son geste.

## Résultats

### Classement de l'étape
| \| Classement de l'étape \| Classement de l'étape \| Classement de l'étape \| Classement de l'étape \| Classement de l'étape \| \| Coureur \| Coureur \| Pays \| Équipe \| Temps \| \| --------------------- \| --------------------- \| --------------------- \| -------------------------- \| --------------------- \| \| 1er \| Arnaud Démare \| France \| FDJ \| 4 h 53 min 54 s \| \| 2e \| Alexander Kristoff \| Norvège \| Katusha-Alpecin \| + 0 s \| \| 3e \| André Greipel \| Allemagne \| Lotto-Soudal \| + 0 s \| \| 4e \| Nacer Bouhanni \| France \| Cofidis, Solutions Crédits \| + 0 s \| \| 5e \| Adrien Petit \| France \| Direct Énergie \| + 0 s \| \| 6e \| Jürgen Roelandts \| Belgique \| Lotto-Soudal \| + 0 s \| \| 7e \| Michael Matthews \| Australie \| Team Sunweb \| + 0 s \| \| 8e \| Manuele Mori \| Italie \| UAE Team Emirates \| + 0 s \| \| 9e \| Tiesj Benoot \| Belgique \| Lotto-Soudal \| + 0 s \| \| 10e \| Zdeněk Štybar \| Tchéquie \| Quick-Step Floors \| + 0 s \| |                    |           |                            |                 |
| |                    |           |                            |                 |
| Source : ProCyclingStats |                    |           |                            |                 |
| Classement de l'étape |                    |           |                            |                 |
| Coureur | Coureur            | Pays      | Équipe                     | Temps           |
| 1er | Arnaud Démare      | France    | FDJ                        | 4 h 53 min 54 s |
| 2e | Alexander Kristoff | Norvège   | Katusha-Alpecin            | + 0 s           |
| 3e | André Greipel      | Allemagne | Lotto-Soudal               | + 0 s           |
| 4e | Nacer Bouhanni     | France    | Cofidis, Solutions Crédits | + 0 s           |
| 5e | Adrien Petit       | France    | Direct Énergie             | + 0 s           |
| 6e | Jürgen Roelandts   | Belgique  | Lotto-Soudal               | + 0 s           |
| 7e | Michael Matthews   | Australie | Team Sunweb                | + 0 s           |
| 8e | Manuele Mori       | Italie    | UAE Team Emirates          | + 0 s           |
| 9e | Tiesj Benoot       | Belgique  | Lotto-Soudal               | + 0 s           |
| 10e | Zdeněk Štybar      | Tchéquie  | Quick-Step Floors          | + 0 s           |

### Points attribués
| Sprint intermédiaire - Goviller (km 157,5) | Sprint intermédiaire - Goviller (km 157,5) | Sprint intermédiaire - Goviller (km 157,5) | Sprint intermédiaire - Goviller (km 157,5) | Sprint intermédiaire - Goviller (km 157,5) |
| ------------------------------------------ | ------------------------------------------ | ------------------------------------------ | ------------------------------------------ | ------------------------------------------ |
|                                            | Coureur                                    | Pays                                       | Équipe                                     | Point(s)                                   |
| 1er                                        | Guillaume Van Keirsbulck                   | Belgique                                   | Wanty-Groupe Gobert                        | 20                                         |
| 2e                                         | Arnaud Démare                              | France                                     | FDJ                                        | 17                                         |
| 3e                                         | Peter Sagan                                | Slovaquie                                  | Bora-Hansgrohe                             | 15                                         |
| 4e                                         | André Greipel                              | Allemagne                                  | Lotto-Soudal                               | 13                                         |
| 5e                                         | Marcel Kittel                              | Allemagne                                  | Quick-Step Floors                          | 11                                         |
| 6e                                         | Michael Matthews                           | Australie                                  | Sunweb                                     | 10                                         |
| 7e                                         | Ben Swift                                  | Royaume-Uni                                | UAE Emirates                               | 9                                          |
| 8e                                         | Maciej Bodnar                              | Pologne                                    | Bora-Hansgrohe                             | 8                                          |
| 9e                                         | Mark Cavendish                             | Royaume-Uni                                | Dimension Data                             | 7                                          |
| 10e                                        | Sonny Colbrelli                            | Italie                                     | Bahrain-Merida                             | 6                                          |
| 11e                                        | Rüdiger Selig                              | Allemagne                                  | Bora-Hansgrohe                             | 5                                          |
| 12e                                        | Jack Bauer                                 | Nouvelle-Zélande                           | Quick-Step Floors                          | 4                                          |
| 13e                                        | Thomas De Gendt                            | Belgique                                   | Lotto-Soudal                               | 3                                          |
| 14e                                        | Matteo Trentin                             | Italie                                     | Quick-Step Floors                          | 2                                          |
| 15e                                        | Ramon Sinkeldam                            | Pays-Bas                                   | Sunweb                                     | 1                                          |
| modifier                                   |                                            |                                            |                                            |                                            |

| Arrivée d'étape - Vittel (km 207,5) | Arrivée d'étape - Vittel (km 207,5) | Arrivée d'étape - Vittel (km 207,5) | Arrivée d'étape - Vittel (km 207,5) | Arrivée d'étape - Vittel (km 207,5) |
| ----------------------------------- | ----------------------------------- | ----------------------------------- | ----------------------------------- | ----------------------------------- |
|                                     | Coureur                             | Pays                                | Équipe                              | Point(s)                            |
| 1er                                 | Arnaud Démare                       | France                              | FDJ                                 | 50                                  |
| 2e                                  | Alexander Kristoff                  | Norvège                             | Katusha-Alpecin                     | 30                                  |
| 3e                                  | André Greipel                       | Allemagne                           | Lotto-Soudal                        | 20                                  |
| 4e                                  | Nacer Bouhanni                      | France                              | Cofidis                             | 18                                  |
| 5e                                  | Adrien Petit                        | France                              | Direct Énergie                      | 16                                  |
| 6e                                  | Jürgen Roelandts                    | Belgique                            | Lotto-Soudal                        | 14                                  |
| 7e                                  | Michael Matthews                    | Australie                           | Sunweb                              | 12                                  |
| 8e                                  | Manuele Mori                        | Italie                              | UAE Emirates                        | 10                                  |
| 9e                                  | Tiesj Benoot                        | Belgique                            | Lotto-Soudal                        | 8                                   |
| 10e                                 | Zdeněk Štybar                       | Tchéquie                            | Quick-Step Floors                   | 7                                   |
| 11e                                 | Edvald Boasson Hagen                | Norvège                             | Dimension Data                      | 6                                   |
| 12e                                 | Pieter Vanspeybrouck                | Belgique                            | Wanty-Groupe Gobert                 | 5                                   |
| 13e                                 | Marcel Kittel                       | Allemagne                           | Quick-Step Floors                   | 4                                   |
| 14e                                 | Marcel Sieberg                      | Allemagne                           | Lotto-Soudal                        | 3                                   |
| 15e                                 | Mike Teunissen                      | Pays-Bas                            | Sunweb                              | 2                                   |
| modifier                            |                                     |                                     |                                     |                                     |

|   | Coureur            | Pays      | Équipe          | Secondes |
| - | ------------------ | --------- | --------------- | -------- |
| 1 | Arnaud Démare      | France    | FDJ             | 10 s     |
| 2 | Alexander Kristoff | Norvège   | Katusha-Alpecin | 6 s      |
| 3 | André Greipel      | Allemagne | Lotto-Soudal    | 4 s      |

### Cols et côtes
| \| Col des Trois-Fontaines (km 170,5) - 4e catégorie (1,9 km à 4,7%) \| Col des Trois-Fontaines (km 170,5) - 4e catégorie (1,9 km à 4,7%) \| Col des Trois-Fontaines (km 170,5) - 4e catégorie (1,9 km à 4,7%) \| Col des Trois-Fontaines (km 170,5) - 4e catégorie (1,9 km à 4,7%) \| Col des Trois-Fontaines (km 170,5) - 4e catégorie (1,9 km à 4,7%) \| \| ----------------------------------------------------------------- \| ----------------------------------------------------------------- \| ----------------------------------------------------------------- \| ----------------------------------------------------------------- \| ----------------------------------------------------------------- \| \| \| Coureur \| Pays \| Équipe \| Point(s) \| \| 1er \| Guillaume Van Keirsbulck \| Belgique \| Wanty-Groupe Gobert \| 1 \| \| modifier \| \| \| \| \| |                          |          |                     |          |
| Col des Trois-Fontaines (km 170,5) - 4e catégorie (1,9 km à 4,7%) |                          |          |                     |          |
| | Coureur                  | Pays     | Équipe              | Point(s) |
| 1er | Guillaume Van Keirsbulck | Belgique | Wanty-Groupe Gobert | 1        |
| modifier |                          |          |                     |          |

## Classements à l'issue de l'étape

### Classement général
| \| Classement général \| Classement général \| Classement général \| Classement général \| Classement général \| \| Coureur \| Coureur \| Pays \| Équipe \| Temps \| \| ------------------ \| -------------------- \| ------------------ \| ------------------ \| ------------------ \| \| 1er \| Geraint Thomas \| Royaume-Uni \| Team Sky \| 14 h 54 min 25 s \| \| 2e \| Christopher Froome \| Royaume-Uni \| Team Sky \| + 12 s \| \| 3e \| Michael Matthews \| Australie \| Team Sunweb \| + 12 s \| \| 4e \| Edvald Boasson Hagen \| Norvège \| Dimension Data \| + 16 s \| \| 5e \| Pierre Latour \| France \| AG2R La Mondiale \| + 25 s \| \| 6e \| Philippe Gilbert \| Belgique \| Quick-Step Floors \| + 30 s \| \| 7e \| Michał Kwiatkowski \| Pologne \| Team Sky \| + 32 s \| \| 8e \| Tim Wellens \| Belgique \| Lotto-Soudal \| + 32 s \| \| 9e \| Arnaud Démare \| France \| FDJ \| + 33 s \| \| 10e \| Nikias Arndt \| Allemagne \| Team Sunweb \| + 34 s \| |                      |             |                   |                  |
| |                      |             |                   |                  |
| Source : ProCyclingStats |                      |             |                   |                  |
| Classement général |                      |             |                   |                  |
| Coureur | Coureur              | Pays        | Équipe            | Temps            |
| 1er | Geraint Thomas       | Royaume-Uni | Team Sky          | 14 h 54 min 25 s |
| 2e | Christopher Froome   | Royaume-Uni | Team Sky          | + 12 s           |
| 3e | Michael Matthews     | Australie   | Team Sunweb       | + 12 s           |
| 4e | Edvald Boasson Hagen | Norvège     | Dimension Data    | + 16 s           |
| 5e | Pierre Latour        | France      | AG2R La Mondiale  | + 25 s           |
| 6e | Philippe Gilbert     | Belgique    | Quick-Step Floors | + 30 s           |
| 7e | Michał Kwiatkowski   | Pologne     | Team Sky          | + 32 s           |
| 8e | Tim Wellens          | Belgique    | Lotto-Soudal      | + 32 s           |
| 9e | Arnaud Démare        | France      | FDJ               | + 33 s           |
| 10e | Nikias Arndt         | Allemagne   | Team Sunweb       | + 34 s           |

### Classement par points
| Classement par points | Classement par points | Classement par points | Classement par points      | Classement par points |
| Coureur               | Coureur               | Pays                  | Équipe                     | Points                |
| --------------------- | --------------------- | --------------------- | -------------------------- | --------------------- |
| 1er                   | Arnaud Démare         | France                | FDJ                        | 124 pts               |
| 2e                    | Marcel Kittel         | Allemagne             | Quick-Step Floors          | 81 pts                |
| 3e                    | Michael Matthews      | Australie             | Team Sunweb                | 66 pts                |
| 4e                    | André Greipel         | Allemagne             | Lotto-Soudal               | 63 pts                |
| 5e                    | Alexander Kristoff    | Norvège               | Katusha-Alpecin            | 43 pts                |
| 6e                    | Sonny Colbrelli       | Italie                | Bahrain-Merida             | 38 pts                |
| 7e                    | Mark Cavendish        | Royaume-Uni           | Dimension Data             | 38 pts                |
| 8e                    | Geraint Thomas        | Royaume-Uni           | Team Sky                   | 31 pts                |
| 9e                    | Ben Swift             | Royaume-Uni           | UAE Team Emirates          | 31 pts                |
| 10e                   | Nacer Bouhanni        | France                | Cofidis, Solutions Crédits | 28 pts                |

### Classement du meilleur jeune
| Classement général du meilleur jeune | Classement général du meilleur jeune | Classement général du meilleur jeune | Classement général du meilleur jeune | Classement général du meilleur jeune |
|                                      | Coureur                              | Pays                                 | Équipe                               | Temps                                |
| ------------------------------------ | ------------------------------------ | ------------------------------------ | ------------------------------------ | ------------------------------------ |
| 1er                                  | Pierre Latour                        | France                               | AG2R La Mondiale                     | en 14 h 54 min 50 s                  |
| 2e                                   | Alexey Lutsenko                      | Kazakhstan                           | Astana                               | + 12 s                               |
| 3e                                   | Stefan Küng                          | Suisse                               | BMC Racing                           | + 13 s                               |
| 4e                                   | Emanuel Buchmann                     | Allemagne                            | Bora-Hansgrohe                       | + 15 s                               |
| 5e                                   | Simon Yates                          | Royaume-Uni                          | Orica-Scott                          | + 20 s                               |
| 6e                                   | Alberto Bettiol                      | Italie                               | Cannondale-Drapac                    | + 27 s                               |
| 7e                                   | Louis Meintjes                       | Afrique du Sud                       | UAE Team Emirates                    | + 47 s                               |
| 8e                                   | Tiesj Benoot                         | Belgique                             | Lotto-Soudal                         | + 50 s                               |
| 9e                                   | Guillaume Martin                     | France                               | Wanty-Groupe Gobert                  | + 1 min 17 s                         |
| 10e                                  | Michael Valgren                      | Danemark                             | Astana                               | + 1 min 33 s                         |
| modifier                             |                                      |                                      |                                      |                                      |

### Classement du meilleur grimpeur
| Classement du meilleur grimpeur | Classement du meilleur grimpeur | Classement du meilleur grimpeur | Classement du meilleur grimpeur | Classement du meilleur grimpeur |
| ------------------------------- | ------------------------------- | ------------------------------- | ------------------------------- | ------------------------------- |
|                                 | Coureur                         | Pays                            | Équipe                          | Point(s)                        |
| 1er                             | Nathan Brown                    | États-Unis                      | Cannondale-Drapac               | 3 points                        |
| 2e                              | Taylor Phinney                  | États-Unis                      | Cannondale-Drapac               | 2 pts                           |
| 3e                              | Nils Politt                     | Allemagne                       | Katusha-Alpecin                 | 2 pts                           |
| 4e                              | Lilian Calmejane                | France                          | Direct Énergie                  | 1 pt                            |
| 5e                              | Guillaume Van Keirsbulck        | Belgique                        | Wanty-Groupe Gobert             | 1 pt                            |
| 6e                              | Michael Matthews                | Australie                       | Sunweb                          | 1 pt                            |
| modifier                        |                                 |                                 |                                 |                                 |

### Classement par équipes
| Classement par équipes | Classement par équipes | Classement par équipes | Classement par équipes |
|                        | Équipe                 | Pays                   | Temps                  |
| ---------------------- | ---------------------- | ---------------------- | ---------------------- |
| 1re                    | Sky                    | Royaume-Uni            | en 44 h 43 min 34 s    |
| 2e                     | Quick-Step Floors      | Belgique               | + 1 min 1 s            |
| 3e                     | Movistar               | Espagne                | + 1 min 16 s           |
| 4e                     | Bora-Hansgrohe         | Allemagne              | + 1 min 17 s           |
| 5e                     | Sunweb                 | Allemagne              | + 1 min 27 s           |
| 6e                     | Astana                 | Kazakhstan             | + 1 min 27 s           |
| 7e                     | Orica-Scott            | Australie              | + 1 min 27 s           |
| 8e                     | BMC Racing             | États-Unis             | + 1 min 28 s           |
| 9e                     | Cannondale-Drapac      | États-Unis             | + 1 min 39 s           |
| 10e                    | AG2R La Mondiale       | France                 | + 2 min 7 s            |
| modifier               |                        |                        |                        |

### Écarts entre les favoris
| Classement des favoris | Classement des favoris | Classement des favoris | Classement des favoris | Classement des favoris |
|                        | Coureur                | Pays                   | Équipe                 | Temps                  |
| ---------------------- | ---------------------- | ---------------------- | ---------------------- | ---------------------- |
| 1er                    | Christopher Froome     | Royaume-Uni            | Sky                    | en 14 h 54 min 37 s    |
| 2e                     | Daniel Martin          | Irlande                | Quick-Step Floors      | + 31 s                 |
| 3e                     | Simon Yates            | Royaume-Uni            | Orica-Scott            | + 33 s                 |
| 4e                     | Richie Porte           | Australie              | BMC Racing             | + 35 s                 |
| 5e                     | Nairo Quintana         | Colombie               | Movistar               | + 36 s                 |
| 6e                     | Romain Bardet          | France                 | AG2R La Mondiale       | + 39 s                 |
| 7e                     | Fabio Aru              | Italie                 | Astana                 | + 40 s                 |
| 8e                     | Alberto Contador       | Espagne                | Trek-Segafredo         | + 42 s                 |
| 9e                     | Jakob Fuglsang         | Danemark               | Astana                 | + 42 s                 |
| 10e                    | Louis Meintjes         | Afrique du Sud         | UAE Emirates           | + 1 min 0 s            |
| 11e                    | Esteban Chaves         | Colombie               | Orica-Scott            | + 1 min 1 s            |
| modifier               |                        |                        |                        |                        |

## Abandon
- 111 -  Peter Sagan (Bora-Hansgrohe) : Exclu